# Congregación Emanu-El de San Francisco
La Congregación Emanu-El (en inglés: Congregation Emanu-El) es una de las dos más antiguas congregaciones judías en California, Estados Unidos.
Durante la fiebre del oro en 1849, un pequeño grupo de judíos llevó a cabo los primeros servicios religiosos en la costa oeste de los Estados Unidos, en San Francisco. Este grupo de comerciantes y mercaderes fundó la Congregación Emanu-El en algún momento en 1850, y su carta se publicó en abril de 1851. Los 16 firmantes eran en su mayoría judíos alemanes de Baviera.